# Pilóta (légi közlekedés)
A repülőgép-pilóta vagy pilóta az a személy, aki a repülőgép repülését irányítja az irányítóberendezések működtetésével. Néhány más légi személyzeti tag, például a navigátorok vagy a fedélzeti mérnökök, szintén pilótáknak minősülnek, mivel részt vesznek a repülőgép navigációs és motorrendszereinek működtetésében.
A pilóták képesítésének és felelősségének elismeréseként a legtöbb katonaság és számos légitársaság világszerte pilótajelvényt adományoz a pilótáinak.
Az utasszállítópilóta-hierarchiában a kétpilótás rendszerre kétféle elnevezés, az USA-ban a hajózásból átvett kapitány és első tiszt, valamint az orosz eredetű parancsnok és másodpilóta használatos. 
Az utasszállító pilóták jogosítása államonként (földrészenként) különböző és nem könnyen konvertálható. A jogosítás meghosszabbításához félévente az adott típuson szimulátorvizsga, valamint életkortól függően évente vagy félévente orvosi vizsgálat szükséges. Angol nyelvből tudásszinttől függően 3 vagy 6 évente kell vizsgázni.[pontosabban?]